# Teaterchef
Teaterchef, teaterdirektör eller teaterledare, alternativt operachef eller balettchef, är den högsta chefen med ansvar för all verksamhet på en teater alternativt ett operahus respektive dans- eller balettkompani. 
På en privatägd teater eller en fri teatergrupp kan chefen vara den samme som dess ägare eller självtillsatt eller fungera som ett kollektivt delat ledarskap, medan det på andra teatrar eller offentliga institutionsteatrar är en styrelse eller ägare som tillsätter chefen under en viss tidsperiod på ett antal år, likt på andra företag eller verksamheter. 
Chefskapet kan innefatta både det praktiska, ekonomiska arbetet som verkställande direktör och det rent konstnärliga verksamhetslednings- och repertoarplaneringsarbetet, vilket ställer höga mångsidighetskrav och medför en stor arbetsbelastning på personen, vilket inte alltid visat sig så lyckat för alltför renodlat konstnärliga respektive administrativa personligheter —  eller delas upp på två olika personer, en VD och en konstnärlig ledare. På en stor teater kan en chef också vara underordnad ansvarig ledare för till exempel baletten eller barn-/ungdomsproduktioner. 
Teaterchefen ansvarar normalt inför en styrelse och kan ofta delegera ut ansvaret för de många olika specialavdelningarna till dess ansvariga och ansvaret för de olika scenuppsättningarnas genomförande till teaterproducenter, regissörer med flera. Normalt brukar teaterchefer ha en längre tids erfarenhet från arbete inom kultursektorn och eget konstnärligt scenarbete bakom sig.